# إريك بيترسون (رباع)
إريك بيترسون (بالسويدية: Erik Pettersson)‏ هو رباع سويدي، ولد في 18 مايو 1890 في نيشوبينغ في السويد، وتوفي في 4 أبريل 1975 في ستوكهولم في السويد.

## وصلات خارجية
- إريك بيترسون على موقع أوليمبيديا (الإنجليزية)
- إريك بيترسون على موقع اللجنة الأولمبية السويدية (السويدية)